# Helikon InterRégió
A Helikon InterRégió egy Győr és Kaposvár között a közlekedő vasúti járat. Vonatszámuk kaposvárié 96-tal kezdődik, a pécsié 196-tal kezdődik. Nyári főszezonban csak Győr és Keszthely között közlekedik.

## Története
Az első Balatonszentgyörgy és Keszthely között közlekedő InterRégió vonat 2019. december 15-én indult, ekkor még név nélkül. 2020. december 13-tól ezeket a vonatokat Kaposvárig hosszabbították, ekkor kapták a Helikon nevet, 1-2 vonatpár Pécsig közlekedik.  (Helikon néven korábban InterCity vonat is közlekedett Budapest és Keszthely között). 2025. június 21-től nyári főszezonban a vonat csak Győr és Keszthely között közlekedik, (egy járat Balatonszentgyörgyig tovább megy), Keszthely és Kaposvár/Pécs közötti szakaszát ekkor a 2 óránként közlekedő Fenyves Expressz szolgálja ki.

## Útvonal
A vonat Győrből indul Celldömölk, Boba és Tapolca, Keszthely, Balatonszentgyörgy és Fonyód érintésével közlekedik. 1-2 járat Pécsig közlekedik, illetve 1 járat csak Balatonszentgyörgyig közlekedik. Balatonederics állomáson csak nyári főszezonon kívül áll meg, Balatongyörök, Gyenesdiás, Balatonberény, Máriahullámtelep, Balatonfenyves alsó, Alsóbélatelep, Bélatelep, Pusztaberény, Öreglak, Somogyvár, Pamuk, Somogyjád, Várda és  Kapostüskevár megállóhelyeken a vonatok csak feltételesen állnak meg.

## Megállóhelyei
| Megállóhelyek                                             |
| --------------------------------------------------------- |
| 1. Győr                                                   |
| 2. Győr-Gyárváros                                         |
| 3. Győrszabadhegy                                         |
| 4. Gyömöre-Tét                                            |
| 5. Szerecseny                                             |
| 6. Vaszar                                                 |
| 7. Pápa                                                   |
| 8. Celldömölk                                             |
| 9. Jánosháza                                              |
| 10. Sümeg                                                 |
| 11. Tapolca                                               |
| 12. Balatonederics (Csak nyári főszezonon kívül áll meg.) |
| 13. Balatongyörök                                         |
| 14. Vonyarcvashegy                                        |
| 15. Gyenesdiás                                            |
| 16. Keszthely (végállomás)                                |
| 16. Balatonszentgyörgy                                    |
| 17. Balatonberény                                         |
| 18. Balatonmáriafürdő                                     |
| 19. Máriahullámtelep                                      |
| 20. Balatonfenyves alsó                                   |
| 21. Balatonfenyves                                        |
| 22. Alsóbélatelep                                         |
| 23. Bélatelep                                             |
| 24. Fonyód                                                |
| 25. Pusztaberény (Csak a 9690 számú vonat áll meg.)       |
| 26. Lengyeltóti                                           |
| 27. Öreglak                                               |
| 28. Somogyvár                                             |
| 29. Pamuk                                                 |
| 30. Osztopán                                              |
| 31. Somogyjád                                             |
| 32. Várda                                                 |
| 33. Kapostüskevár                                         |
| 34. Kaposvár (végállomás)                                 |
| 35. Dombóvár alsó                                         |
| 36. Sásd                                                  |
| 37. Szentlőrinc                                           |
| 38. Pécs (végállomás)                                     |